# والت لوید
والت لیولد (به انگلیسی: Walt Lloyd) نام یک شخصیت تخیلی سریال لاست می‌باشد. ایفاگر این شخصیت مالکوم دیوید کلی است. والت پسر مایکل داوسون است.
مادر والت از ازدواج با مایکل خودداری کرد. هنگامی که والت یک سال داشت او و مادرش مایکل را ترک کردند و مادر والت با اطلاع دادن به مایکل ازدواج کرد. هنگامی که والت بزرگ‌تر شد مادرش بر اثر بیماری درگذشت. مادر والت اصرار داشت که حضانت بچه بعد از او با مایکل شود که همین اتفاق افتاد.
ناپدری والت یک سگ به نام وینسنت داشت که او را به والت داد.